# 덫

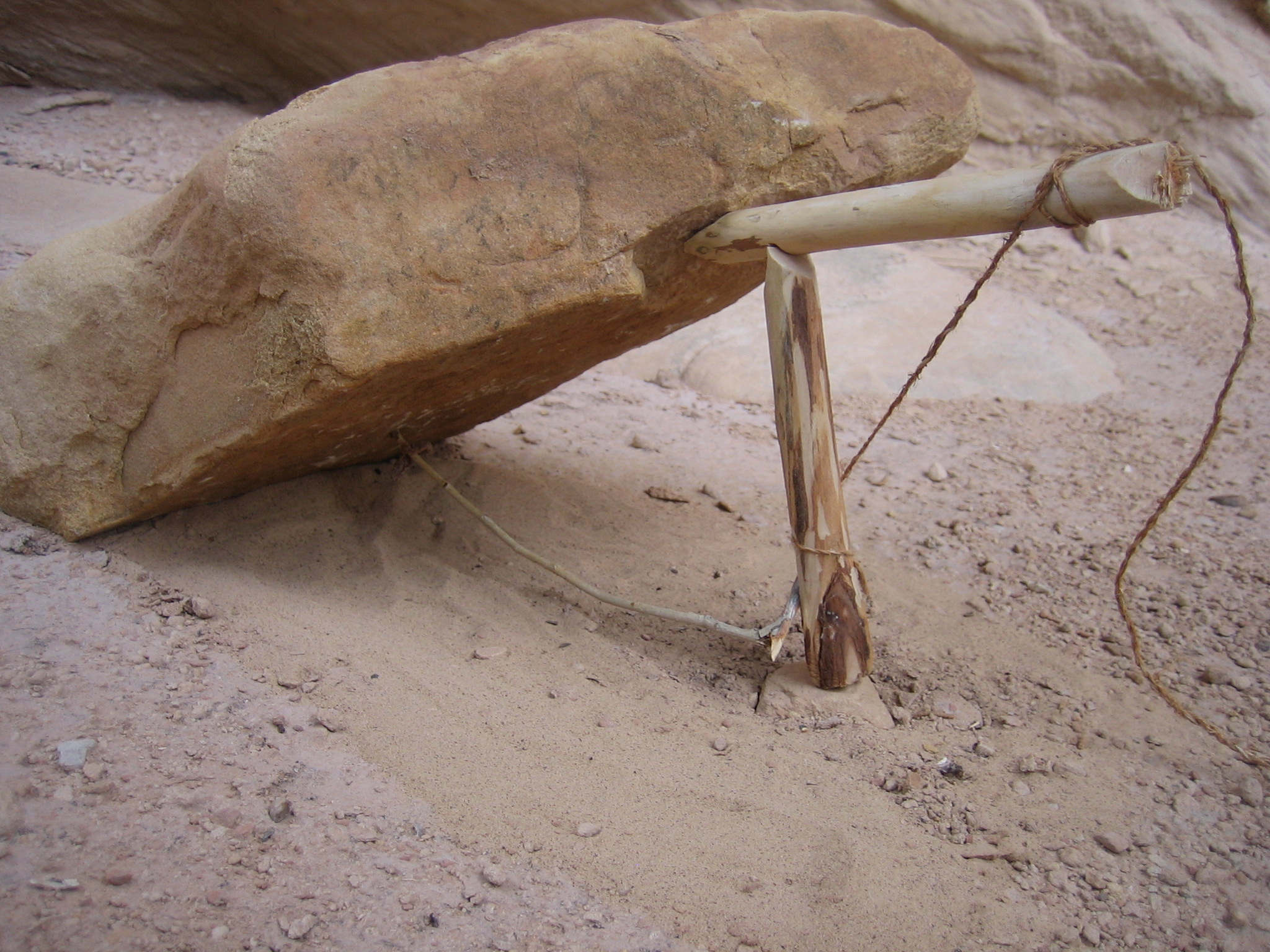
소규모 낙하덫

덫(罠) 또는 트랩(영어: Trap)은 동물을 수동적으로 사냥하기 위해 설치하는 도구다.